# Jérusalem (film, 1996)
Pour les articles homonymes, voir Jérusalem (homonymie).
Pour plus de détails, voir Fiche technique et Distribution.
Jérusalem (Jerusalem) est un film de coproduction scandinave réalisé par Bille August, sorti en 1996.

## Synopsis
Au début du XXe siècle, des familles chrétiennes suédoises décident de s'installer près de Jérusalem.

## Fiche technique
- Titre : Jérusalem
- Titre original : Jerusalem
- Réalisation : Bille August
- Scénario : Bille August, Charlotte Lesche et Klas Östergren d'après le roman de Selma Lagerlöf
- Musique : Stefan Nilsson
- Photographie : Jörgen Persson
- Montage : Janus Billeskov Jansen
- Production : Ingrid Dahlberg et Marko Röhr
- Société de production : Danmarks Radio, Marko Röhr Productions, Metronome Productions, Ríkisútvarpið-Sjónvarp, SVT Drama, Schibsted Film et Yleisradio
- Pays :  Suède,  Danemark,  Norvège,  Finlande et  Islande
- Genre : Drame et historique
- Durée : 168 minutes
- Dates de sortie : 
  -  Suède,  Norvège,  Danemark : 6 septembre 1996

## Distribution
- Maria Bonnevie : Gertrud
- Ulf Friberg : Ingmar
- Pernilla August : Karin
- Lena Endre : Barbro
- Sven-Bertil Taube : Hellgum
- Reine Brynolfsson : Tim
- Jan Mybrand : Gabriel
- Max von Sydow : le pasteur
- Olympia Dukakis : la mère (Mme. Gordon)
- Björn Granath : Storm
- Viveka Seldahl : Stina
- Sven Wollter : Stor-Ingmar
- Johan Rabaeus : Eljas
- Mona Malm : Eva Gunnarsdotter
- Cilla Thorell : Ryska Flicka
- Annika Borg : Gunhild
- Mats Dahlbäck : Hans Berger
- Torsten Sjöholm : Gunnar Höök
- Anders Nyström : Sven Persson
- Michael Nyqvist : un charpentier

## Distinctions
Le film a été nommé pour trois prix Guldbagge et a reçu celui du meilleur second rôle féminin pour Lena Endre.